# Крылов-Толстикович, Александр Николаевич
Александр Николаевич Крылов-Толстикович (8 апреля 1951 — 10 сентября 2017) — советский и российский журналист, публицист, писатель. Биограф династии Романовых. Исследователь малоизвестных фактов истории отечественной медицины. Первым в 1987 году начал разработку темы предоставления социальных льгот детям-узникам фашистских концлагерей , что способствовало принятию соответствующего Указа Президента РСФСР. Объективно освещал в прессе вопрос о политической реабилитации Царской семьи .

## Биография
Родился в Москве 8 апреля 1951 г. в семье служащего. Русский, православный. В 1975 г. окончил лечебный факультет Московского медицинского стоматологического института им. Н. А. Семашко и клиническую ординатуру. Заведовал отделением анестезиологии и реанимации больницы Центросоюза (1980—1987). С 1987 г. работал журналистом в центральных изданиях (зам. главного редактора «Медицинской газеты», главный редактор журнала «Московское здравоохранение», научный обозреватель «Российских вестей» и др.).  C 2002 по 2007 гг. Член редколлегии журнала «Новая Юность». Автор 18 документально-публицистических книг по истории России и Дома Романовых. 

## Награды и премии
Профессиональные награды
- Лауреат литературной премии «Серебряная литера», 2003
- Лауреат общественной премии им. С. Федорова, 2002
- Лауреат литературной премии им. А. П. Чехова, 2010
- Лауреат премии Лиги писателей Евразии, 2011

Российские государственные награды
- Медаль «В память 850-летия Москвы»

Церковные награды
- Орден Святого Благоверного князя Даниила Московского III степени РПЦ (от 17.11.2003)

Награды Российского Императорского Дома
- Орден Св. Владимира 4-й степени [6]
- Орден Св. Анны 2-й степени